# David Goss

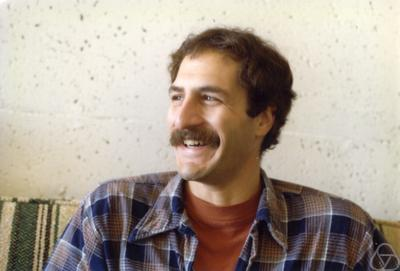
David Goss 1979

David Mark Goss (* 20. April 1952; † 4. April 2017) war ein US-amerikanischer Mathematiker.

## Leben und Werk
Goss studierte an der University of Michigan mit dem Bachelor-Abschluss 1973 und wurde 1977 an der Harvard University bei Barry Mazur promoviert ({\displaystyle \pi }-adic Eisenstein series for function fields). Er lehrte an der Princeton University, der University of California, Berkeley und der Brandeis University, bevor er 1982 Professor an der Ohio State University wurde. 2013 wurde er emeritiert.
Goss befasste sich mit algebraischer Zahlentheorie und Arithmetik in algebraischen Funktionenkörpern. Die Goss-Zetafunktion ist eine der Riemannschen Zetafunktion analoge Zetafunktion für Funktionenkörper, von Goss 1979 eingeführt. In der Arbeit führte er auch Charaktergruppen, die analytische Fortsetzung und Werte bei negativen ganzen Zahlen, die trivialen Nullstellen und andere Eigenschaften der Goss-Zetafunktion ein. Beginnend mit seiner Dissertation entwickelte er die Theorie von Modulformen und Eisensteinreihen im Rahmen von Funktionenkörpern.
Er war ab 1988 fünfzehn Jahre lang Herausgeber des Journal of Number Theory, erschienen bei Elsevier. 2012 wurde er Fellow der American Mathematical Society.
Er war mit Rita Eppler-Goss verheiratet und hatte zwei Kinder.

## David Goss Prize
Der Verlag Elsevier stiftete einen alle zwei Jahre vergebenen Preis für Zahlentheorie in seinem Namen (David Goss Prize), der mit 10.000 Dollar dotiert ist. Erster Preisträger war 2019 Alexander Smith.
Preisträger:
- 2019 Alexander Smith

## Schriften (Auswahl)
Außer die in den Fußnoten zitierten Arbeiten.
- Basic structures of function field arithmetic, Ergebnisse der Mathematik und ihrer Grenzgebiete, Serie 3, Band 34, Springer 1996
- The algebraist's upper half-plane, Bull. Amer. Math. Soc. (N.S.)., Band 2, 1980, S. 391–415.
- A simple approach to the analytic continuation and values at negative integers for Riemann’s zeta function, Proc. Amer. Math. Soc., Band 81, 1981, S. 513–517.
- Units and class-groups in the arithmetic theory of function fields, Bull. Amer. Math. Soc. (N.S.), Band 13, 1985, S. 131–132
- A formal Mellin transform in the arithmetic of function fields, Trans. Amer. Math. Soc., Band 327, 1991, S. 567–582